# Kyjovice (district de Znojmo)
Pour les articles homonymes, voir Kyjovice.
Kyjovice (en allemand : Gaiwitz) est une commune du district de Znojmo, dans la région de Moravie-du-Sud, en République tchèque. Sa population s'élevait à 146 habitants en 2020.

## Géographie
Kyjovice se trouve à 11 km au nord-est de Znojmo, à 45 km au sud-ouest de Brno et à 180 km au sud-est de Prague.
La commune est limitée par Žerotice au nord-est, par Prosiměřice au sud-est, par Těšetice au sud, par Suchohrdly au sud-ouest, et par Tvořihráz à l'ouest et au nord-ouest.

## Histoire
La première mention écrite de la localité date de 1275.